# Bataille de Pékin (1937)
 (mai 2025).
Si vous disposez d'ouvrages ou d'articles de référence ou si vous connaissez des sites web de qualité traitant du thème abordé ici, merci de compléter l'article en donnant les références utiles à sa vérifiabilité et en les liant à la section « Notes et références ».
Seconde guerre sino-japonaise
La bataille de Pékin (chinois simplifié : 平津作战 ; chinois traditionnel : 平津作戰 ; pinyin : Píng Jīn Zùozhàn), également connue sous le nom de bataille de Beiping, bataille de Beijing, opération Peiking-Tientsin, et par les Japonais sous le nom d'incident de Chine du Nord (北支事変, Hokushi jihen) (25-31 juillet 1937) est une série de batailles de la Seconde Guerre sino-japonaise qui se sont déroulées à proximité de Pékin et de Tianjin. 
Elle s'est soldée par une victoire japonaise et marque le début de l'entrée en Chine de l'armée impériale.

## Contexte

### Hausse des tensions
Lors de l'incident du pont Marco Polo, le 8 juillet 1937, l'armée japonaise de garnison en Chine a attaqué la ville fortifiée de Wanping (宛平鎮) après l'expiration d'un ultimatum visant à permettre à ses forces de rechercher un soldat prétendument disparu. Wanping, dans le voisinage du pont de Lugou, se trouve sur la principale ligne de chemin de fer à l'ouest de Pékin et revêt une importance stratégique considérable. Avant juillet 1937, les forces japonaises avaient à plusieurs reprises exigé le retrait des forces chinoises stationnées à cet endroit. Alors que le crise causée par l'incident du pont Marco Polo s'aggrave, le général chinois Song Zheyuan ordonne à ses troupes de maintenir leurs positions. Song cherche alors à négocier avec les japonais pour éviter une hausse des tensions.
Le 9 juillet, les Japonais proposent un cessez-le-feu et une trêve, dont l'une des conditions est que la 37e division chinoise, qui s'est montrée « hostile » au Japon, soit remplacée par une autre division de la 29e armée chinoise. Cette condition est acceptée par les Chinois le jour même. Cependant, à partir du 9 juillet à minuit, les violations japonaises du cessez-le-feu se multiplient et les renforts japonais continuent d'arriver. Le lieutenant-général Kanichiro Tashiro, commandant de l'armée japonaise de garnison en Chine, tombe malade et meurt le 12 juillet. Il est remplacé par le lieutenant-général Kiyoshi Katsuki.
Le général musulman Ma Bufang de la clique Ma a informé le gouvernement chinois qu'il était prêt à mener son armée au combat contre les Japonais lorsque ceux-ci ont commencé à encercler Pékin. Immédiatement après l'incident du pont Marco Polo, Ma Bufang a organisé l'envoi à l'est d'une division de cavalerie sous les ordres du général Ma Biao pour combattre les Japonais.

### Négociations
Pendant ce temps, le gouvernement civil japonais du Premier ministre Konoe à Tokyo tint une réunion extraordinaire du cabinet le 8 juillet et décida de tenter de désamorcer les hostilités et de régler le problème par la voie diplomatique. Cependant, l'état-major de l'armée impériale japonaise autorisa le déploiement d'une division d'infanterie, de deux brigades de l'armée du Guandong et d'un régiment aérien en renfort. Ce déploiement fut annulé le 11 juillet à la suite d'informations selon lesquelles des négociations avançaient bien. Cependant, même après que le général Song Zheyuan, commandant de la 29e armée et chef du Conseil politique du Hebei-Chahar, eut annoncé un accord le 18 juillet, l'armée japonaise poursuivit le déploiement de renforts, invoquant le manque de sincérité du gouvernement central chinois. 
Cette mobilisation fut vivement contestée par le général Kanji Ishihara, qui estimait qu'une escalade inutile du conflit avec la Chine compromettait la position du Japon au Mandchoukouo face à l'Union soviétique. À la demande d'Ishihara, le déploiement fut retardé, tandis que Konoe utilisait ses contacts personnels avec des connaissances japonaises de Sun Yat-sen pour tenter d'établir un accord diplomatique direct avec le gouvernement central du Kuomintang à Nankin. Cette diplomatie secrète échoua lorsque des éléments de l'armée japonaise arrêtèrent l'émissaire de Konoe le 23 juillet, et la mobilisation des renforts reprit le 29 juillet.
Une semaine plus tard, le commandant de l'armée japonaise de la région de Chine du Nord annonça qu'après avoir épuisé tous les moyens de règlement pacifique. En réalité, il avait fait arrêter les émissaires du gouvernement. En conséquence, il fut décidé de recourir à la force pour « châtier » la 29e armée de route chinoise. Entre-temps, des ordres de mobilisation furent émis pour quatre divisions d'infanterie supplémentaires.

## «Incidents»

### Affrontements urbains
Malgré la trêve , de nombreuses violations du cessez-le-feu se poursuivirent, notamment un nouveau bombardement de Wanping par l'artillerie japonaise le 14 juillet. Le 25 juillet, des renforts japonais, la 20e division, arrivèrent et les combats commencèrent d'abord à Langfang, ville située sur la voie ferrée reliant Pékin à Tianjin. Un second affrontement eut lieu le 26 juillet, lorsqu'une brigade japonaise tenta de forcer la porte de Guanghuamen à Pékin pour « protéger les ressortissants japonais ». Le même jour, des avions japonais bombardèrent de nouveau Langfang.
Les Japonais lancèrent alors un ultimatum au général Song, exigeant le retrait de toutes les forces chinoises des faubourgs de Pékin, à l'ouest de la rivière Yongding, dans les 24 heures. Song refusa et ordonna à ses unités de se préparer à l'action. En vue des combats, le général chinois demanda un soutien au gouvernement central de Tchang-Kai-Chek. Le généralissime lui refusa. Le 27 juillet, alors que les Japonais assiégeaient les forces chinoises à Tongzhou, un bataillon chinois fit irruption et se replia sur Nanyuan. Le même jour, l'empereur Hirohito a promulgué un décret impérial visant à stabiliser les zones stratégiques de la région.
Le 28 juillet, la 20e division de l'armée impériale japonaise et trois brigades combinées indépendantes lancèrent une offensive contre le centre de Pékin. L'attaque principale fut dirigée contre Nanyuan, suivie d'une attaque secondaire contre Beiyuan. De violents combats s'ensuivirent, au cours desquels le général Tong Linge, commandant adjoint de la 29e armée, et le général Zhao Dengyu, commandant de la 132e division, furent tués. Cependant, une brigade de la 38e division chinoise, commandée par le général Liu Chen-san, repoussa les Japonais dans la région de Langfang, tandis qu'une brigade du 53e corps et une partie de la 37e division chinoise reprirent la gare de Fengtai.
Ce n'était cependant qu'un répit temporaire et, à la tombée de la nuit, le général Song admit que la poursuite des combats était vaine et retira le gros des forces de la 29e armée au sud du fleuve Yungging. Le général de division Zhang Zizhong, resta à Pékin pour prendre en charge les affaires politiques des provinces du Hebei et du Chahar, pratiquement sans troupes. La 29e brigade nouvellement séparée du général Liu Ruzhen fut laissée, et donc sacrifiée, à Pékin pour maintenir l'ordre public et couvrir le retraite.

### Mutinerie de Tongzhou
Le 29 juillet, les troupes collaborationnistes japonaises de l'armée du Hebei oriental se sont mutinées contre les Japonais à Tongzhou, tuant la plupart de leurs conseillers japonais et d'autres civils, y compris des femmes et des enfants. Le Corps de préservation de la paix de la zone démilitarisée était la force collaborationniste « neutre » qui surveillait la zone démilitarisée au sud de la Grande Muraille.

## Chute des villes

### Tianjin
Pendant ce temps, sur la côte, à l'aube du 29 juillet, la 5e division de l'armée japonaise et les forces navales japonaises attaquèrent séparément Tianjin et le port de Tanggu, défendus par des unités de la 38e division chinoise et des volontaires sous le commandement par intérim de Liu Wen-tien. La brigade du général Huang Wei-kang défendit les forts de Taku et attaqua également un aérodrome japonais voisin, détruisant de nombreux avions. Cependant, face à l'augmentation des renforts japonais, sa position devint intenable et, dans la nuit du 30 juillet, le général Zhang Zizhong reçut l'ordre de se replier vers Machang et Yangliuching, au sud de Tianjin, abandonnant la ville et les forts de Taku aux Japonais.

### Pékin
Le 28 juillet, Tchang Kaï-chek ordonna à Song Zheyuan de se replier sur Baoding, dans le sud de la province du Hebei. Les deux jours suivants, d'intenses combats eurent lieu à Tianjin, où les forces chinoises opposèrent une résistance acharnée. Cependant, elles se replièrent ensuite vers le sud, le long des lignes ferroviaires Tianjin-Pukou et Pékin-Hankou.
Le 4 août, les forces restantes du général Liu Ruzhen se replièrent sur Chahar. Isolée, Pékin fut prise par les Japonais sans autre résistance le 8 août 1937. Le général Masakazu Kawabe entra dans la ville le 18 août lors d'un défilé militaire et afficha des proclamations à des endroits importants annonçant sa nomination comme nouveau gouverneur militaire. Zhang, général chinois ennemi, fut autorisé à conserver son poste de maire, mais quitta la ville secrètement une semaine plus tard.